# 新潟県道321号釜谷内浦線
新潟県道321号釜谷内浦線（にいがたけんどう321ごう かまやうちうらせん）は、新潟県岩船郡粟島浦村内を通る一般県道である。粟島西側の「釜谷」集落と、東側の「内浦」集落を結ぶ、島内唯一の県道である。

## 概要

### 路線データ
- 起点：新潟県岩船郡粟島浦村大字大平
- 終点：新潟県岩船郡粟島浦村大字日ノ見山

## 地理

### 通過する自治体
- 新潟県岩船郡粟島浦村

### 接続する道路
- （起点：粟島浦村大字大平）
- 粟島浦村道（終点：粟島浦村大字日ノ見山）

### 周辺
- 粟島浦村役場
- 粟島浦村立粟島浦小中学校
- 粟島郵便局
- 漁火温泉おと姫の湯
- 釜谷海水浴場
- 内浦海水浴場
- 鳥崎（展望台）
- 八幡鼻（展望台）
- 仏崎（展望台）
- 八ツ鉢鼻（展望台）
- 内浦港
- 小柴山
  - 粟島灯台
- オオミズナギドリおよびウミウ繁殖地（国指定の天然記念物）